# Otome wa Boku ni Koishiteru
Otome wa Boku ni Koishiteru ou Otome wa Onee-sama ni Koishiteru é um anime lançado apenas no Japão com 12 episódios, com pouca popularidade no resto do mundo.

## Enredo
No anime, Mizuho é um garoto rico e de boa família. Quando seu avô falece, em seu testamento revela o seu último desejo: que Mizuho estudasse numa determinada escola. Mas... a escola é um internato Católico, só para garotas.
Para conseguir entrar nesta situação, Mizuho tem a ajuda de Mariya, uma amiga de infância estudante desta escola.
Agora, Mizuho se vê em situações que nunca se imaginou antes: Usando saia, falando com um vocabulário apropriado e mais meigo. Seu principal desafio passa a ser ocultar sua verdadeira identidade e passar por uma verdadeira garota.

## Personagens
Mizuho: É um garoto educado, que para satisfazer o último desejo de seu avô, tem de estudar em uma escola exclusivamente feminina. É admirada por todas as garotas da escola, e por isso acaba sendo eleita "Elder" (O posto mais alto alcançado por uma aluna, com um ano de mandato).
No decorrer do anime, mostra que reserva muita compaixão para os outros, como nos episódios que ajuda Kana e Yukari.
Mariya: É uma amiga de infância de Mizuho, e o ajuda a manter sua masculinidade e coisas banais para garotas, como passar maquiagem e combinar roupas.
É uma garota extrovertida, dócil e competitiva, assim sendo rival de Takako.
Ichiko: É uma garota-fantasma, que é limitada a ficar somente no dormitório da escola.
Quando ainda era viva, tinha uma alegria igual a de Yukari, e também era muito amiga de uma garota a qual possuia o título de Elder 22 anos antes. Sua velocidade de fala é absurdamente alta. 
Yukari: É uma menina bem alegre. Faz parte do grupo de corrida de sua escola, mesmo não gostando de tal. No início tinha medo de Ichiko, mas depois, acabam se tornando muito amigas.
Kana: Kana também é uma menina muito alegre, é uma das grandes amigas de Yukari. Sempre anda com um grande laço no cabelo, e até Takako acabou implicando com ela por causa disso. O adorno cor-de-rosa que ela usa no cabelo foi um presente da madre superiora pouco antes de falecer, e que era a diretora do orfanato onde a Kana morava.
Takako:Presidente do Conselho Estudantil. Primeiramente, é a "vilã" da série, competindo com Mizuho para se tornar a Elder. Quando não consegue o título, acaba se tornando uma espécie de conselheira.
Shion: Está na mesma sala que Mizuho, e acaba descobrindo que este é um homem logo no começo do anime. Como Mariya não está na mesma sala que ela/ele, Shion não só guarda o seu segredo como o ajuda a manter as aparências e a ser aceito por outras estudantes.
Quando a competição de Elder estava começando, Mizuho tenta convencer que Shion é quem merece o título. Mas, Shion revela que tinha sido eleita no ano anterior, mas precisou ser internada às pressas pouco antes de assumir. Perdeu muito tempo de estudo e acabou se tornando uma repetente. Graças ao sentimento de culpa por não ter conseguido cumprir seu ano como Elder, desistiu de voltar a concorrer.
Também é muito apreciada pelas outras garotas do colégio, por ser doce, bonita e calma.

## Versões
A série pode ser vista pela versão de anime, mangá, light novels e pelas visual novels em PS2 e PC.
A série em novels e a versão para PC é restrita a maiores de 18 anos devido às cenas eróticas presentes. As outras versões são para maiores de 15 anos.